# Strandvargspindel
Strandvargspindel (Pardosa agricola) är en spindelart som först beskrevs av Tord Tamerlan Teodor Thorell 1856.  Strandvargspindel ingår i släktet Pardosa och familjen vargspindlar. Arten är reproducerande i Sverige.

## Underarter
Arten delas in i följande underarter:
- P. a. borussica
- P. a. fucicola